# ドレイパー (ユタ州)
ドレイパー（Draper）は、アメリカ合衆国ユタ州のソルトレイク郡にある都市。人口は5万1017人（2020年）。ソルトレイクシティの南30キロメートルに位置している。市域の一部は南のユタ郡に入っている。

## 交通
ユタ交通公社のライトレール「TRAX」の駅があり、通勤通学に利用されている。

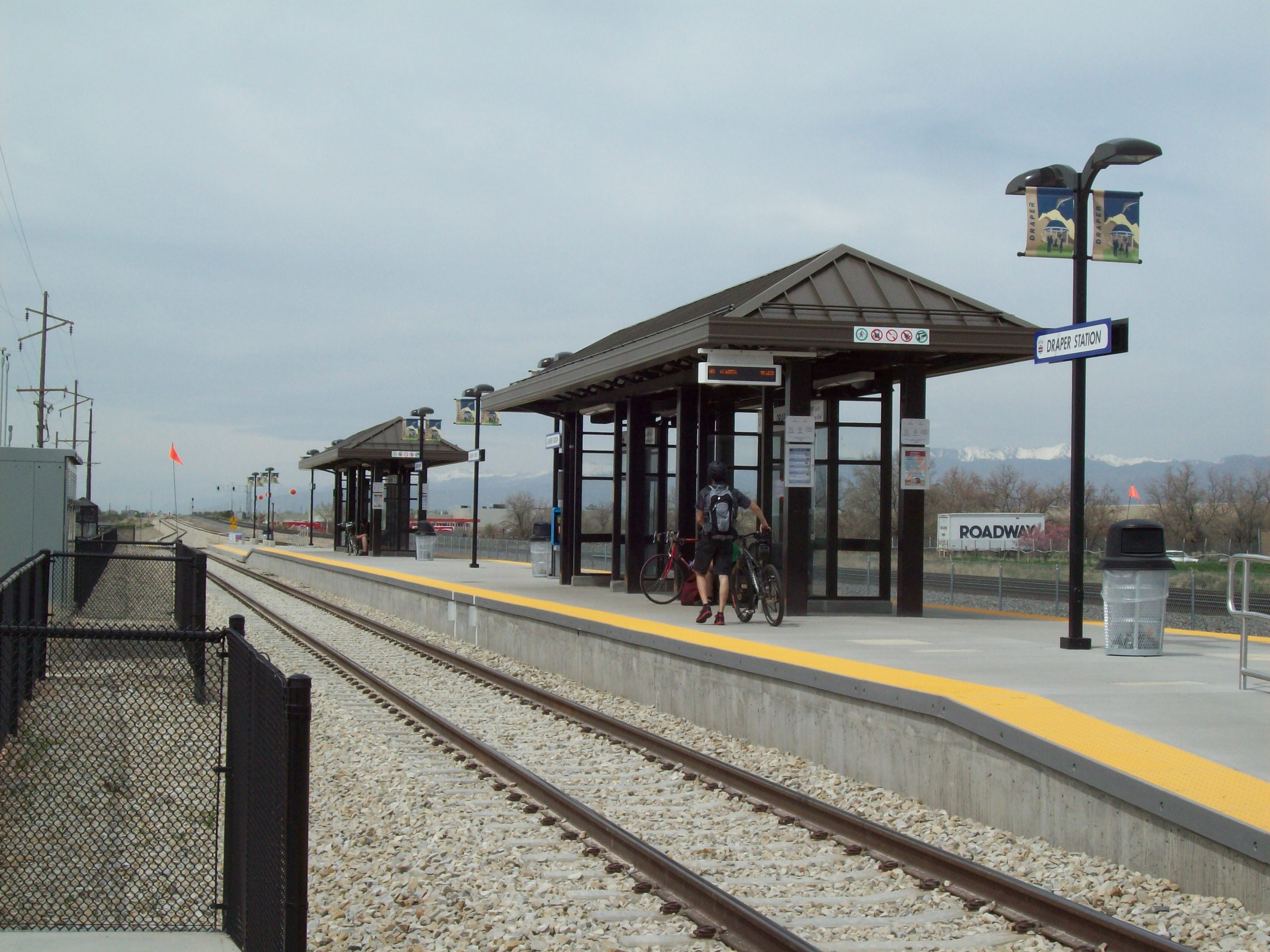
ドレイパー駅